# Маяк Рейс-Рок
Маяк Рейс-Рок (англ. Race Rock Light) — маяк, расположенный в проливе Лонг-Айленд, в 1 миле на юго-запад от острова Фишерс, округ Саффолк, штат Нью-Йорк, США. Построен в 1878 году. Автоматизирован в 1978 году.

## История
Навигация по проливу Лонг-Айленд в XIX веке была очень оживлённой. Скала к юго-западу от острова Фишерс, известная как Рейс-Рок или просто Рейс (англ. The Race) представляла опасность для навигации. В 1838 Конгресс США выделил 3 000$ на строительство маяка, но этих средств было явно недостаточно. 3 марта 1853 года Конгресс выделил 7 000$ на строительство маяка на этой скале. По отчётам строительство маяка было завершено, однако при его возведении не были учтены все особенности рельефа и морских течений, и его в 1863 году «смыло в море». 28 июня 1866 года Конгресс выделил 90 000$ на строительство нового маяка, что было весьма внушительной суммой в то время. Однако оказалось, что и её недостаточно. 15 июля 1870 Конгресс выделил дополнительно ещё 10 000$. В марте 1871 года Конгресс выделил ещё 150 000$, и началось сооружение отсыпи для маяка. Потребовалось больше материалов, чем ожидалось, и проект вышел за рамки сметы. В 1872 году было выделено ещё 40 000$, а в 1873 — ещё 75 000$. В 1878 году строительство было завершено, а 1 января 1879 года маяк был введён в эксплуатацию. Он представлял собой двухэтажный гранитный дом смотрителя в готическом стиле, построенный на высоком пирсе высотой 9 метров и диаметром 17 метров, к которому спереди по центру примыкала башня высотой 14 метров, квадратная у основания и восьмиугольная у вершины. На маяк были установлены противотуманный сигнал и линза Френеля. В 1978 году Береговая охрана США автоматизировала маяк.
В 2005 году он был включен в Национальный реестр исторических мест.